# Beechcraft Starship
Beechcraft Starship är ett tvåmotorigt turbopropdrivet affärsflygplan, som tillverkades av Beechcraft och hade två påskjutande propellrar. Flygplanet utvecklades för att bli en efterträdare till Beechcraft King Air.
Det är utrustat med canardvinge precis som Tupolev Tu-144 eller Saab 37 Viggen, har virveldämpare på vingspetsarna, men ingen konventionell stabilisatorvinge eller stjärtfena. Det ritades av Burt Rutan och hans firma Scaled Composites i Kalifornien och tillverkades i komposit. Planet såldes endast i elva exemplar. Det var dyrt att tillverka i kolfiber, och certifieringen blev också dyr. Det tillverkades i sammanlagt 53 exemplar mellan 1983 och 1995. Konstruktionen gjordes vid en olycklig tidpunkt i skiftet mellan olika teknologier och konkurrerades ut av billigare turboprop plan och snabbare jetflygplan.
Med hänvisning till den höga kostnaden för att uppehålla en organisation för underhåll av så få flygplan, började moderbolaget Raytheon Company 2003 skrota de flygplan eller på annat sätt urdrifttaga de flygplan som företaget kom åt och återstående reservdelar såldes billigt till en Starshipägare.
Ett antal Starshipflygplan finns idag på museer i USA, bland andra Kansas AviationMuseum, Museum of Flight i Seattle, Prima Air and Space Museum i Tucson i Arizona, Evergreen Aviation & Space Museum i McMinnville i Oregon samt Beechcraft Heritage Museum i Tullahoma i Tennessee. År 2018 fanns fortfarande fem Starship i flygfärdigt skick.

## Bildgalleri

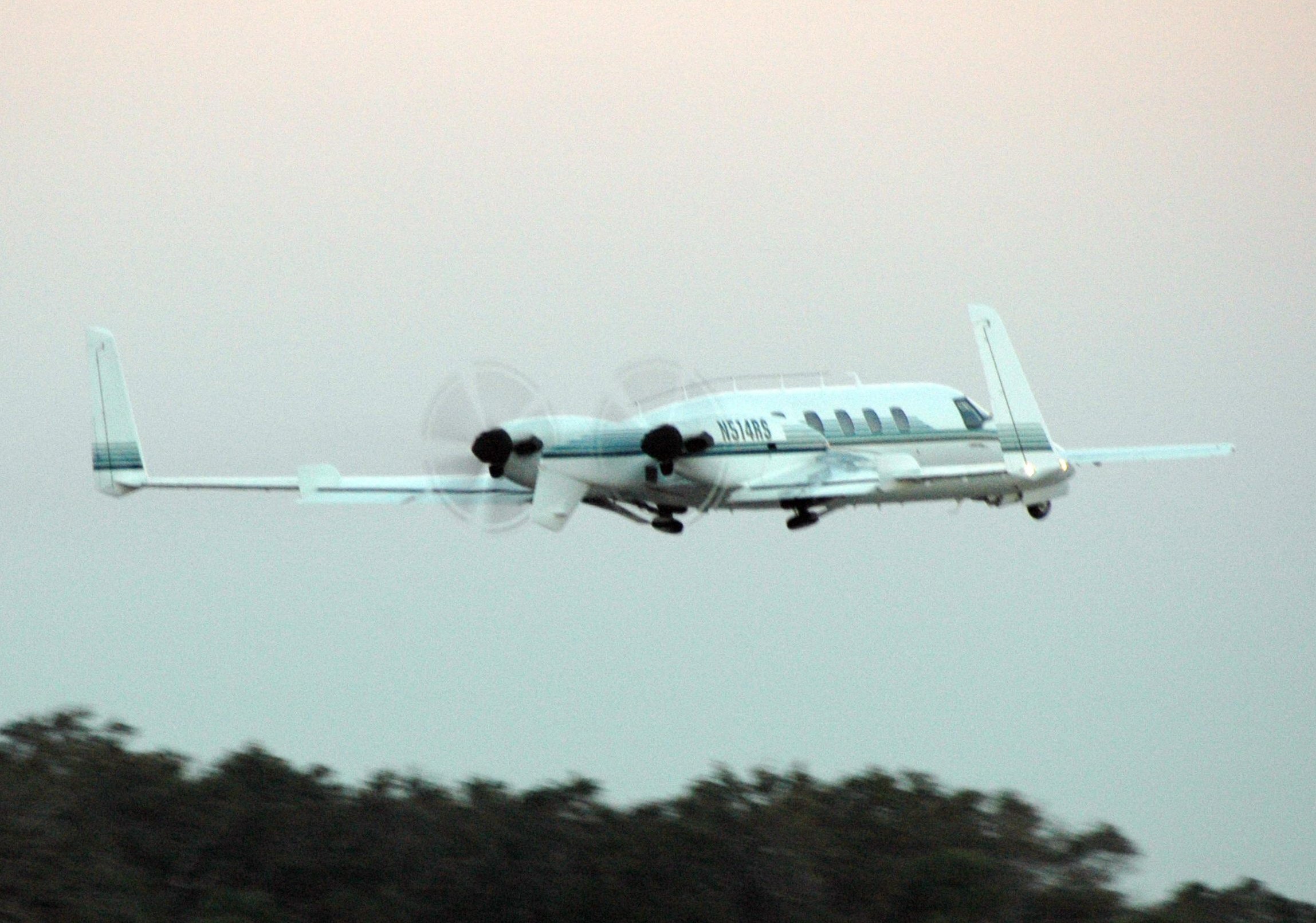
Beechcraft Starship
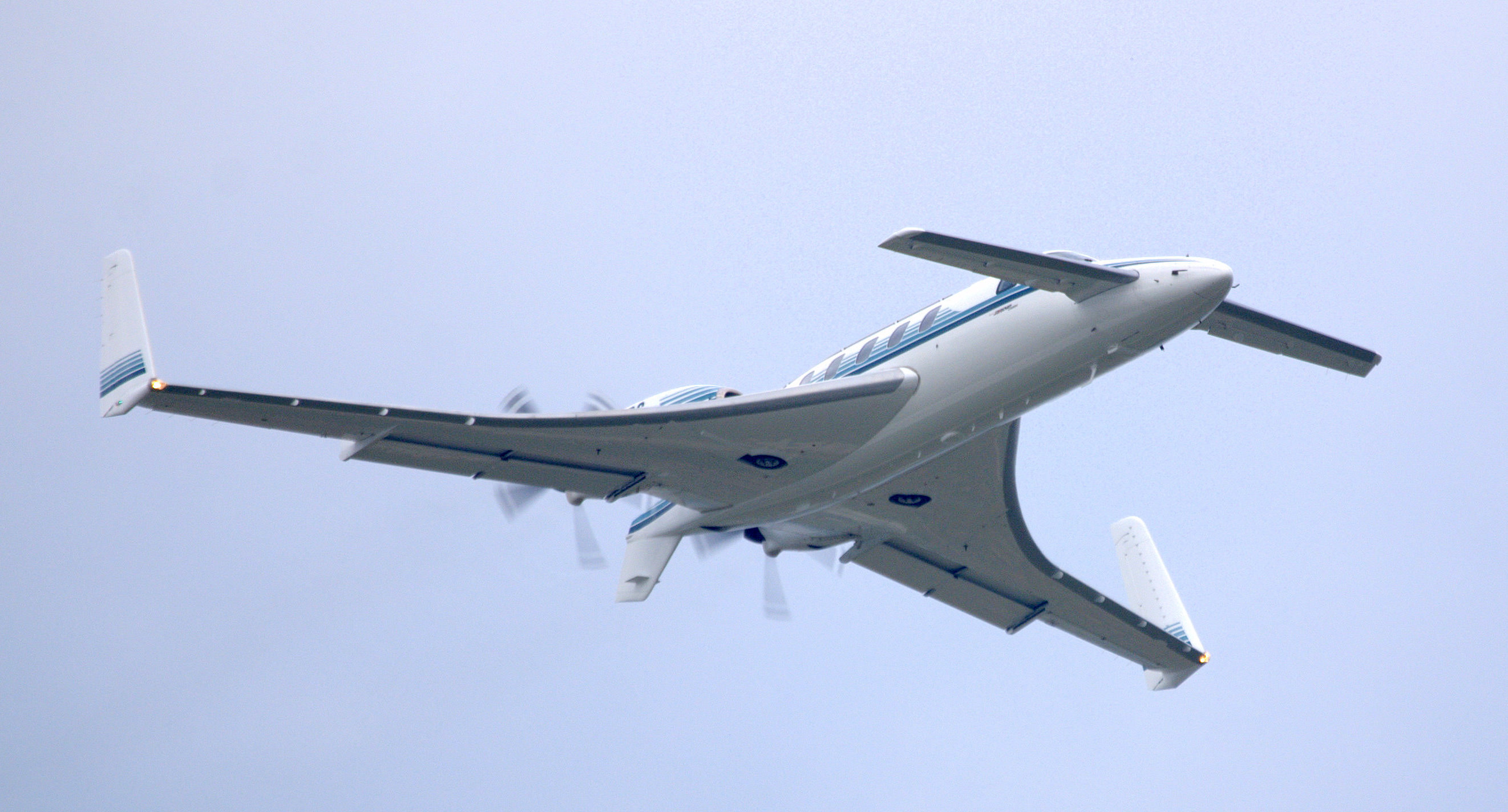
Beechcraft Starship, 2011
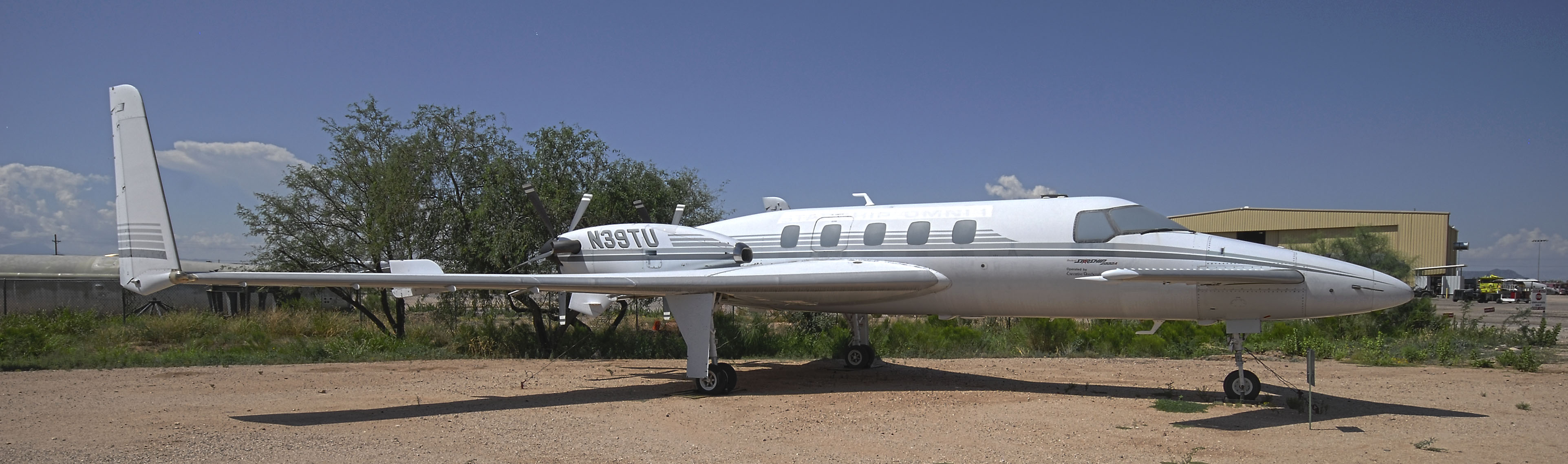
Beechcraft Starship på Pima Air and Space Museum